# Spontane emissie

Schematische weergave van spontane emissie

Spontane emissie is een fysisch verschijnsel, waarbij een kwantummechanisch systeem (zoals een molecuul, een atoom of een subatomair deeltje) overgaat van een aangeslagen toestand naar een lagere energiestatus (bijvoorbeeld de grondtoestand) en een gekwantificeerde hoeveelheid energie uitzendt in de vorm van een foton. In de spectroscopie wordt dit gedetecteerd als een spectraallijn.
Spontane emissie is uiteindelijk verantwoordelijk voor het grootste deel van het licht dat we om ons heen zien; het is zo alomtegenwoordig dat er veel namen zijn gegeven aan wat in wezen hetzelfde proces is. Spontane emissie kan niet worden verklaard door de klassieke elektromagnetische theorie en is fundamenteel een kwantumproces. De eerste persoon die het fenomeen van spontane emissie correct voorspelde, was Albert Einstein.